# Vila Ing. Václava Budila
Vila Ing. Václava Budila, zvaná též Buvila je letní dům ve funkcionalistickém stylu, který postavil architekt Jaroslav Fragner pro inženýra Václava Budila v Kostelci nad Černými lesy. Nachází se v ulici V Koupadlech, čp. 656.

## Historie
Toto letní sídlo navrhl architekt Jaroslav Fragner pro svého významného zákazníka, Ing. Václava Budila, ředitele elektrárny ESSO (Elektrárenský svaz středolabských okresů) v Kolíně, pro kterého již před tím navrhl jeho kolínskou vilu (1928-1929) a novostavbu elektrárny ESSO (1930–1932). Návrh je ovlivněn tvorbou švýcarského architekta Le Corbusiera.
Vila je v soukromém vlastnictví. Dne 20. května 2013 byla prohlášena kulturní památkou České republiky.

## Popis
Jedná se o třípodlažní budovu, která je umístěna ve svažitém terénu, obráceném k severu. Konstrukčně je to železobetonový skelet s plochou střechou. V obytné části jsou železobetonové sloupy nahrazeny sloupy ocelovými.
V suterénu se nacházejí komory, sklep a uhelna, pokoj pro služku, prádelna a garáž.
Přízemí zaujímá velký obývací prostor členěný pouze ocelovými sloupy na který navazuje jídelna a kuchyně. K tomuto prostoru přiléhají dvě terasy, jedna na sever a druhá na jih. Severní terasa má na západním boku terasy skleněnou stěnu, která zajišťuje závětří. Z terasy vede boční schodiště do zahrady.
Do patra vede středem domu schodiště. Z malé chodby je vstup do dvou symetricky umístěných ložnic se společnou koupelnou. Z chodby rovněž vybíhá na severní stranu lávka po délce západní strany severní terasy. Na konci se lávka rozšiřuje na jakýsi balkon.